# Port lotniczy Platte
Port lotniczy Platte (ICAO: FSPL) – port lotniczy położony na wyspie Platte (Seszele).